# Отто Рехагель
О́тто Реха́гель (нім. Otto Rehhagel; нар. 9 серпня 1938, Ессен) — німецький футболіст та тренер. З 2001 по 2010 — головний тренер збірної Греції з футболу, під наставництвом якого греки здобули перемогу на Чемпіонаті Європи 2004.

## Спортивна кар'єра
Впродовж ігрової кар'єри виступав за німецькі клуби в амплуа захисника. В Бундеслізі в матчах за «Герту» і «Кайзерслаутерн» за 8 років зіграв у 201 матчі, забивши 21 гол. Грав стабільно, але особливо не виділявся грою, тому жодного матчу за національну збірну Німеччини не зіграв.
1972 року у віці 35 років став тренером «Кікерс» з міста Оффенбах. Початок тренерської діяльності не був успішним: після розгрому «Кікерс» дортмундською «Боруссією» з рахунком 0:12 отримав прізвисьо «Отто Торхагель», що означало «Отто Град Голів». Перший Кубок Німеччини здобув на чолі «Фортуни» із Дюссельдорфу 1980 року. З 1981 року тренував «Вердер», впровдож кількох років двічі посівши першу сходинку в Бундеслізі, двічі виборовши Кубок Німеччини, в сезоні 1991/1992 — Кубок Кубків УЄФА. Під наставництвом Отто Рехагеля зірками стали Руді Феллер, Карл-Гайнц Рідле і Маріо Баслер.
1995 року Франц Бекенбауер запросив очолити «Баварію», проте вже через рік Рехагель залишив клуб і почав тренувати «Кайзерслаутерн», який на той час грав у другій лізі. Вже за рік вивів «Кайзерслаутерн» у вищу лігу та став чемпіоном, потіснивши мюнхенську «Баварію».
2001 року Отто Рехагель очолив національну футбольну збірну Греції. 2004 року греки стали чемпіонами Європи, втім не пройшли кваліфікацію на Чемпіонат Світу 2006. Кваліфікаційний турнір напередодні Чемпіонату світу з футболу 2010 року проведений вдало, а 17 червня 2010 року греки здобули свою першу перемогу на Чемпіонаті світу в історії збірної в матчі зі збірною Нігерії. Проте у матчі проти Аргентини греки поступились з рахунком 0:2. Відтак команда припинила участь у першості. Наступного дня 23 червня Отто Рехагель оголосив про рішення залишити збірну Греції.

## Тренерські досягнення

### Командні

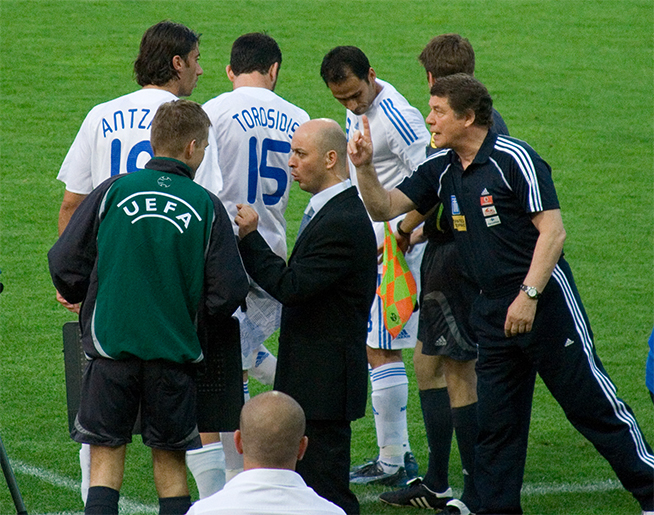
Отто Рехагель дає поради гравцям збірної Греції перед заміною

- Чемпіон Європи на чолі збірної Греції з футболу — 2004.
- Кубок Кубків УЄФА на чолі «Вердера» — 1992.
- Чемпіон Німеччини — 1988, 1993, 1998.
- Кубок Німеччини — 1980, 1991, 1994.
- Суперкубок Німеччини — 1988, 1993, 1994.
- Виведення клубу до Бунделіги: Вердер (Бремен) (1981); ФК Кайзерслаутерн (1997)

### Особисті
- Найкращий тренер в історії футболу — 36 місце (World Soccer): 2013[5][6]
- Найкращий тренер в історії футболу — 46 місце (France Football): 2019[7]

## Нагороди
- Орден «За заслуги перед Федеративною Республікою Німеччина».
- «Грек року» 2004 року — вперше за історію нагороду отримав іноземець.
- Laureus World Sports Awards — 2005.